# Konstantin Angelos Dukas (Sebastokrator)
Konstantin Komnenos Angelos Dukas (mittelgriechisch Κωνσταντίνος Κομνηνὸς Άγγελος Δούκας; * um 1151; † nach 1199) war ein byzantinischer Aristokrat aus der Dynastie der Angeloi.
Konstantin war der vermutlich älteste Sohn des Generals Andronikos Angelos und der Euphrosyne Kastamonitissa, somit väterlicherseits ein Urenkel von Kaiser Alexios I. Komnenos und Irene Dukaina. Im Sommer 1183 beteiligte er sich zusammen mit seinem Vater und seinen Brüdern Johannes, Alexios III., Theodoros, Andronikos und Isaak II. an einer Verschwörung gegen Kaiser Andronikos I., wofür er mit Blendung bestraft wurde. Dessen ungeachtet zeichnete Isaak II., nachdem er Andronikos I. am 11. September 1185 gestürzt und selbst den Thron in Konstantinopel bestiegen hatte, seinen älteren Bruder mit der hohen Würde eines Sebastokrators (Vizekaisers) aus. 1199 galt Konstantin als möglicher Nachfolgekandidat für seinen erkrankten Bruder Alexios III. Der Zeitpunkt seines Todes ist unbekannt.